# Accidente del Il-76 de Silk Way Airlines de 2011
El 6 de julio de 2011 a las 00:10 hora local, un avión de carga Ilyushin Il-76 de Silk Way Airlines (registro 4K-AZ55) se estrelló contra una montaña a una altura aproximada de 3.800 metros (12.467 pies) a unos 25 kilómetros (15,53 millas) de la Base Aérea de Bagram en Afganistán, matando a las nueve personas que viajaban a bordo. El avión había partido del Aeropuerto Internacional Heydar Aliyev en Bakú, Azerbaiyán, a las 21:26 hora local, transportando 18 toneladas de carga para las tropa del ejército estadounidense en Afganistán.